# Искро Кесяков
Искро Искров Кесяков е български общественик от Копривщица, доведен син на Вълко Т. Чалъков. Негова майка е рано овдовялата Рада Кесякова.
Отраства в голямата възрожденска фамилия. Първоначално влиза в абаджийския еснаф във Филибе, по-късно събира данъци и търгува с говеда заедно с втория си баща. По време на църковно-националната борба за българска екзархия и отделянето и от Гръцката православна църква и Цариградската патриаршия става виден деец на Пловдивската българска община. По-късно е назначаван за представител на християнската общност в пловдивския меджлис.
Гробът на Искро Кесяков се е намирал в двора на катедралния храм „Св. Богородица“. Той е ктитор измежду други на храм „Св. Димитър Солунски“ в гр. Пловдив. Мраморни фрагменти от надгробния му паметник, който не е запазен, са експонирани в лапидариума на Експозиция „Българско възраждане“ в къщата на Георгиади в Старинен Пловдив.